# Döraberget
Döraberget är ett naturreservat i Kramfors kommun i Västernorrlands län.
Området är naturskyddat sedan 2017 och är 16 hektar stort. Reservatet ligger vid sydbranten av berget Döraberget och består a vhällmarkstallskog på höjderna och barrskog med inslag av lövträd längre ner.